# (34844) 2001 SG277
2001 SG277 (asteroide 34844) é um asteroide da cintura principal. Possui uma excentricidade de 0.18853780 e uma inclinação de 2.77533º.
Este asteroide foi descoberto no dia 27 de setembro de 2001 por LINEAR em Socorro.